# Nationalpark Aparados da Serra
Der Nationalpark Aparados da Serra, amtlich portugiesisch Parque Nacional de Aparados da Serra ist ein brasilianisches Schutzgebiet. Es heißt nach dem Bergland an der Bruchkante der Hochebene zur Küstenregion an der Grenze zwischen Rio Grande do Sul und Santa Catarina im Süden Brasiliens, es ist eine von Brasiliens interessantesten Natursehenswürdigkeiten. Es grenzt im Norden an den Nationalpark Serra Geral, beides sind Nationalparks im Bereich der Mata Atlântica.

## Nationalpark
Am 17. Dezember 1959 wurde der Parque Nacional de Aparados da Serra mit einer Fläche von 102,5 km² in den Munizipien Cambará do Sul und Praia Grande gegründet. Die größte Attraktion ist der Cânion do Itaimbezinho, eine 5,8 km lange und 600 m tiefe Schlucht mit vielen Wasserfällen. Sehr häufig entsteht Nebel, der die Aussicht behindert.
Wegen der großen Höhenunterschiede gibt es ausdehnte Hochmoorflächen, Regenwald und auch Hochlandwald mit Araukarien.
Die Fauna ist ebenfalls vielfältig. Einige der Säugetiere sind Mähnenwolf, Puma, Stacheligel, Opossums, macaco-prego, Brüllaffen, graxaim-do-mato, gato-do-mato, Ozelot, Gürteltiere. Auch viele Vögel leben dort, darunter Königsgeier, Azurblauraben (Cyanocorax caeruleus), Papagaio de Peito Roxo (Amazona vinacea), Steißhühner und, Quero-Quero (Vanellus chilensis).
Der Park ist gut erreichbar und hat touristische Infrastruktur.
Anreise:
Einmal täglich startet morgens ein Bus von Porto Alegre nach Cambará do Sul. Die Fahrt über São Francisco de Paula dauert vier Stunden. Eine andere Möglichkeit des Zugangs besteht von Torres an der Küste über Praia Grande. Auf dieser Strecke fährt ein Bus von Torres nach Cambará do Sul. Diese Fahrt dauert drei Stunden.
Man erreicht das Besuchercenter am Beginn des Cânion do Itaimbezinho über eine 25 km lange Stichstraße, die auf der Hochebene von der Straße zwischen Praia Grande und Cambará do Sul abzweigt. Die Distanz von Praia Grande auf dieser weitgehend unbefestigten Piste beträgt etwa 25 km. Die Erd-/Schotterstraße ist bei Trockenheit auch von Pkw befahrbar; sie steigt aber teilweise steil an. Die Fahrt dauert eine Stunde und gilt als anstrengend.

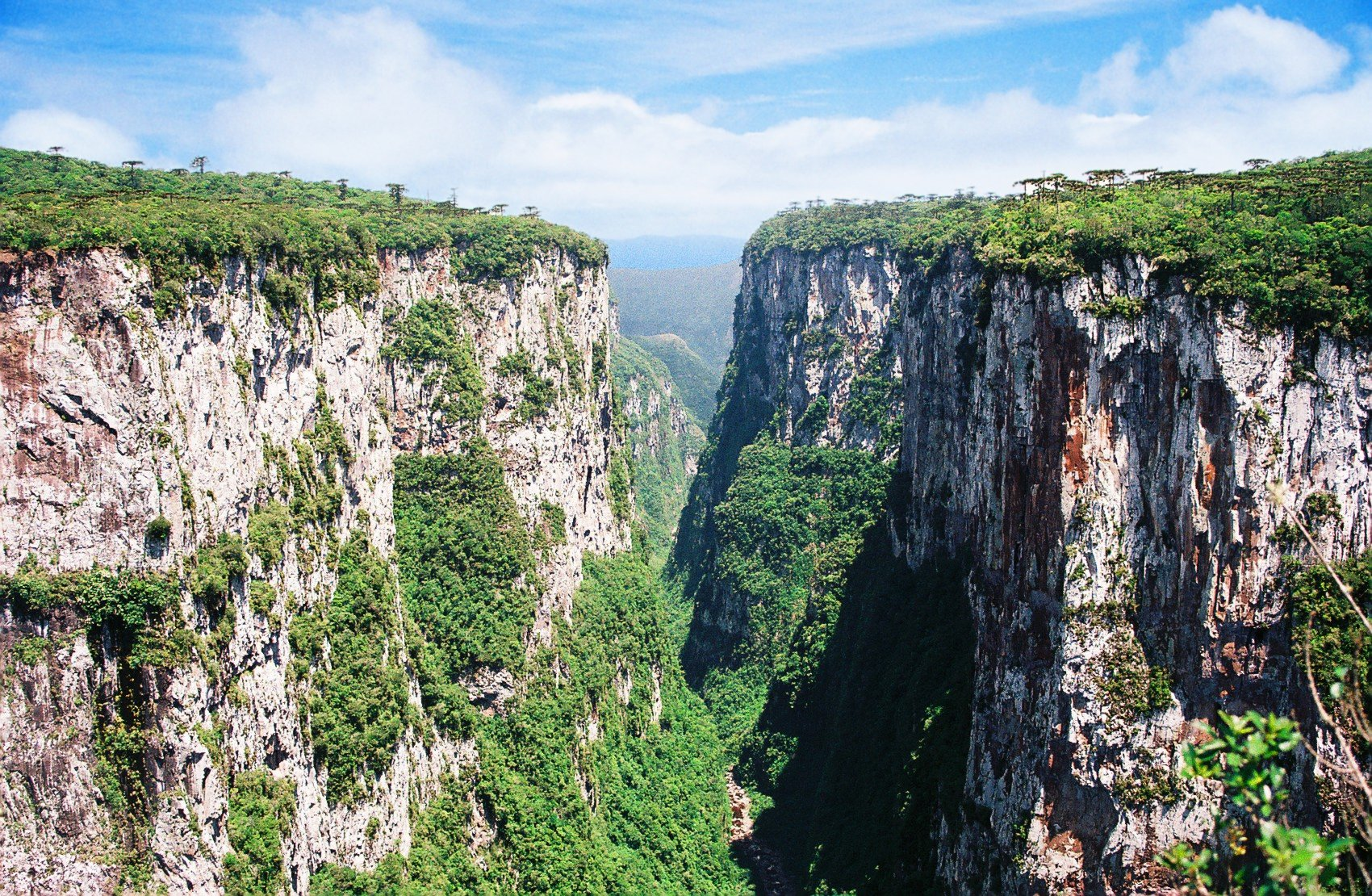
Cânion Itaimbezinho
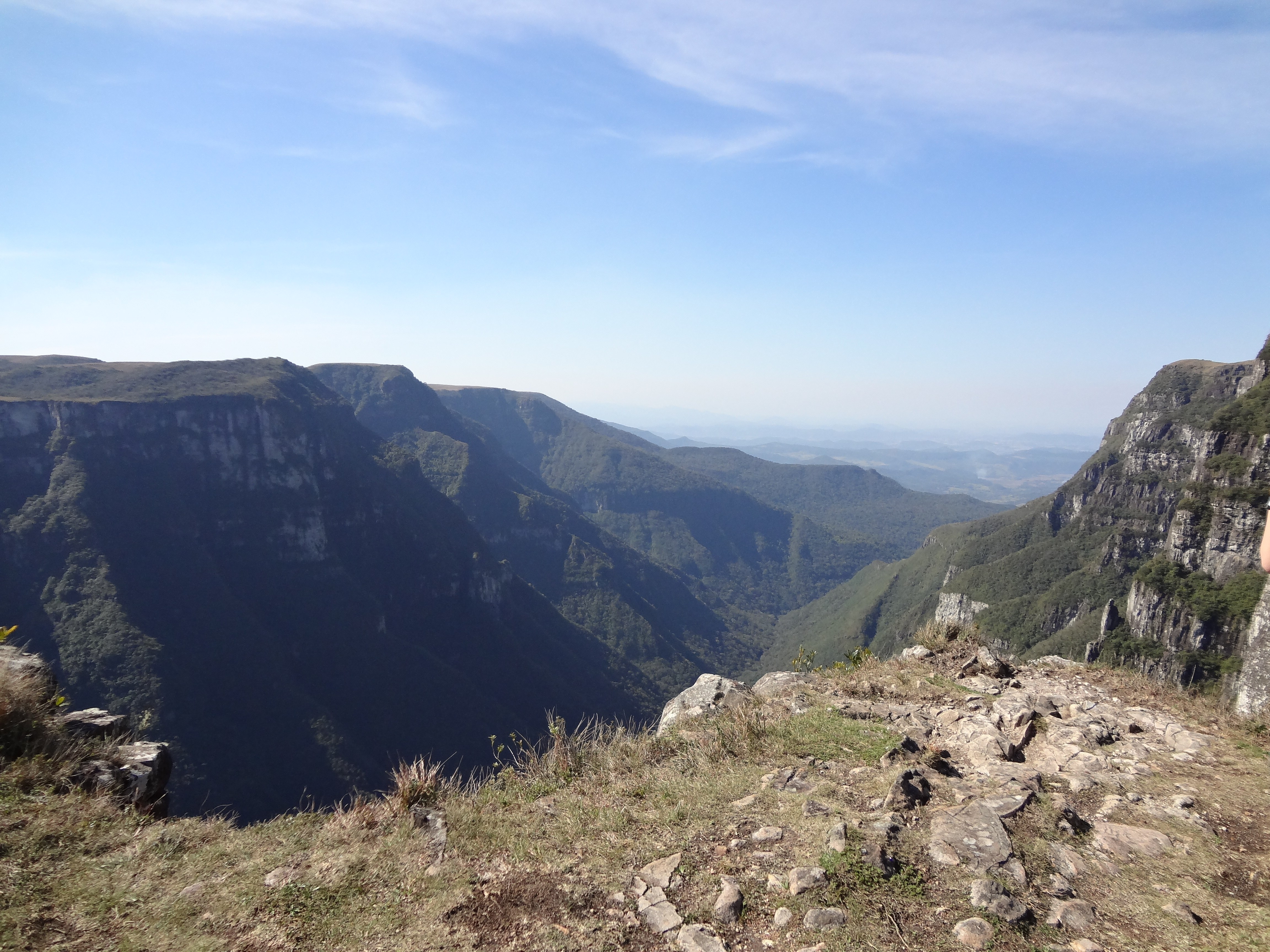
Aparados da Serra
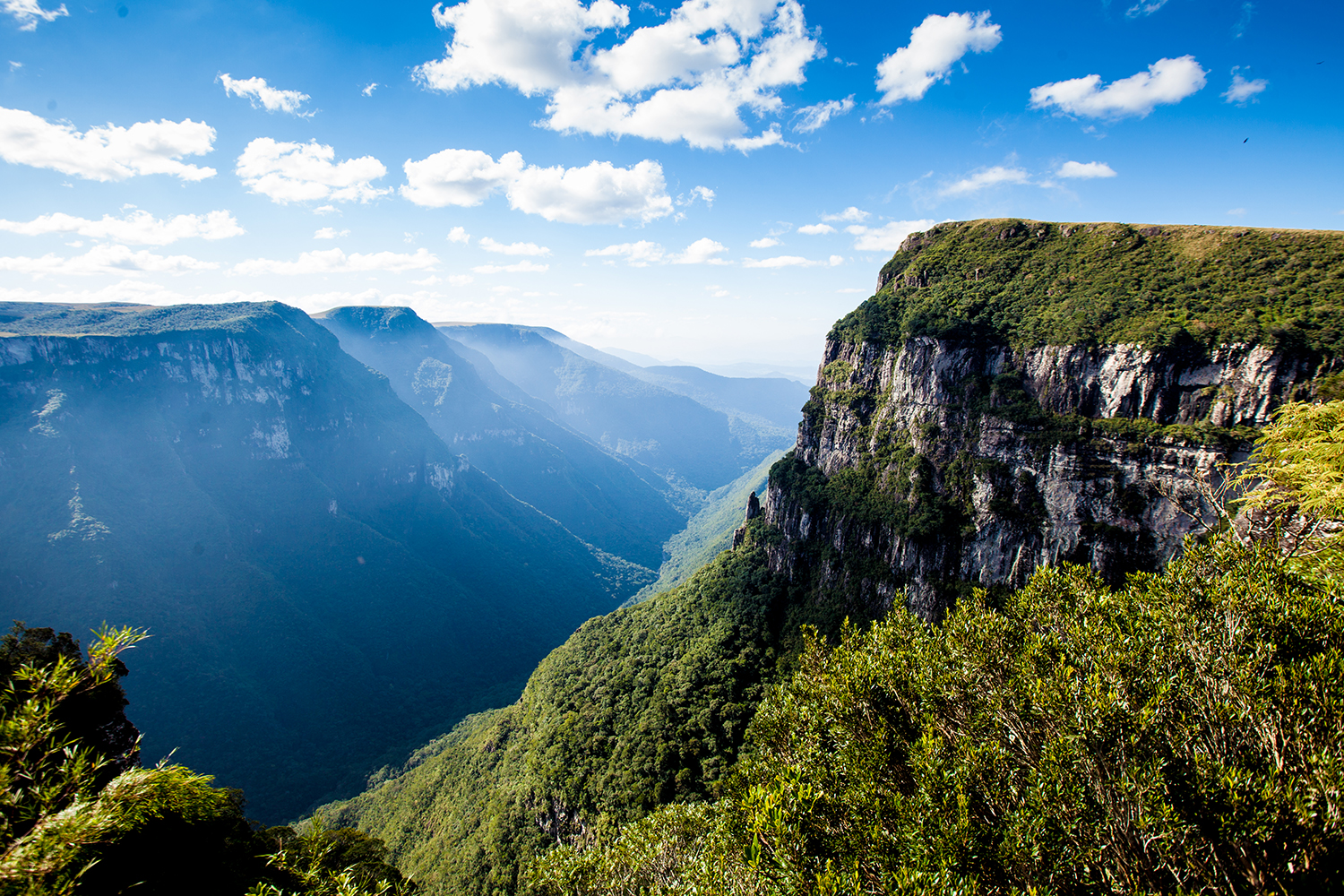
Cânion Fortaleza (Obra de Deus)